# 郭俊谊
郭俊谊（英語：Gabriel Quak，1990年12月22日—），是新加坡职业足球运动员，目前效力新加坡超级足球联赛俱乐部狮城水手，也代表新加坡参加国际比赛。

## 球員生涯
幼狮足球队
新加坡12狮